# ヴォノネス1世
ヴォノネス1世（英: Vonones I、コイン銘：ΟΝΩΝΗΣ、? - 19年、在位：西暦6年 - 12年）は、アルサケス朝パルティアの王（諸王の王、バシレウス・バシレオン）。ローマに人質として送られ、後に帰国して王位についたが「ローマの傀儡」と見なされて国内の支持を得られず王座を追われた。

## 来歴

### ローマ時代
フラーテス4世と妻の1人ビステイバナプスの間に生まれた。父王フラーテス4世はローマ皇帝オクタウィアヌスと講和を結んだが、その際イタリア出身の女奴隷ムサを新たに妃として迎えた。そして人質としてヴォノネスは母ビステイバナプスと3人の兄弟とともにローマへ送られた。オクタヴィアヌスはヴォノネスらを客人として迎え、不自由ない生活を送らせた。ローマで成長したヴォノネスはローマ風の習慣や教養を身に付けていった。
パルティアではフラーテス4世が妻ムサに暗殺され、フラーテス4世とムサの間の息子、フラーテス5世（フラータケス）が即位した（西暦2年）。しかしフラーテス5世は大貴族達の支持を受けることができず西暦4年に追放され新たにオロデス3世が王位についた。しかし彼も国内の支持を得ることに失敗し、西暦6年に暗殺された。こうしたパルティア王位継承の混乱の中で、バビロニアでは反オロデス3世派が蜂起しており、彼らはローマにヴォノネスを返還するように求め、これを受けたオクタウィアヌスによってヴォノネスはパルティアに帰国し、ヴォノネス1世として即位した（西暦6年）。

### パルティア内戦
ローマ風の習慣、教養を身に付けていたヴォノネス1世は、パルティアに帰国した後ローマ風の文化をパルティアに持ち込み親ローマ的政策を取った。また国内のギリシア人ポリスに強く配慮し、ギリシア人の地位を向上させた。このような政策はパルティアの伝統的大貴族から大きな反発を買うに十分であり、東部領土を拠点とした大貴族達はアルサケス氏族の母をもっていたアトロパテネ王アルタバノス2世を担ぎ上げてヴォノネス1世に対して反乱を起こした。
ヴォノネス1世はローマやギリシア人ポリスを、アルタバヌス2世は大貴族や中央アジアの遊牧民をそれぞれ支持基盤とし、4年にわたる内戦を戦った。当初ヴォノネス1世は優勢であり、バビロニア方面の支配権を固めたが、東部領土に逃げ込んだアルタバヌス2世の反撃を受けて敗北し、西暦12年頃、アルタバヌス2世に王位を奪われた。ヴォノネス1世はアルメニア王国へ移ってアルメニア王位を確保したが、アルタバヌス2世はアルメニアの有力者達にヴォノネス1世を排除するように圧力をかけた。ヴォノネス1世はローマの支援を期待したが、ローマはゲルマニアでの敗北以後対外消極策に転じており、ヴォノネスに援軍を送ることはなかった。こうして西暦15年にはアルメニアからも追放され、ローマ支配下のシリアに逃亡した。しかしローマでは彼は囚人として扱われた。後にキリキアへと移されたが、西暦19年にそこで逃走を図って殺害された。